# Binnenstad (Hengelo)

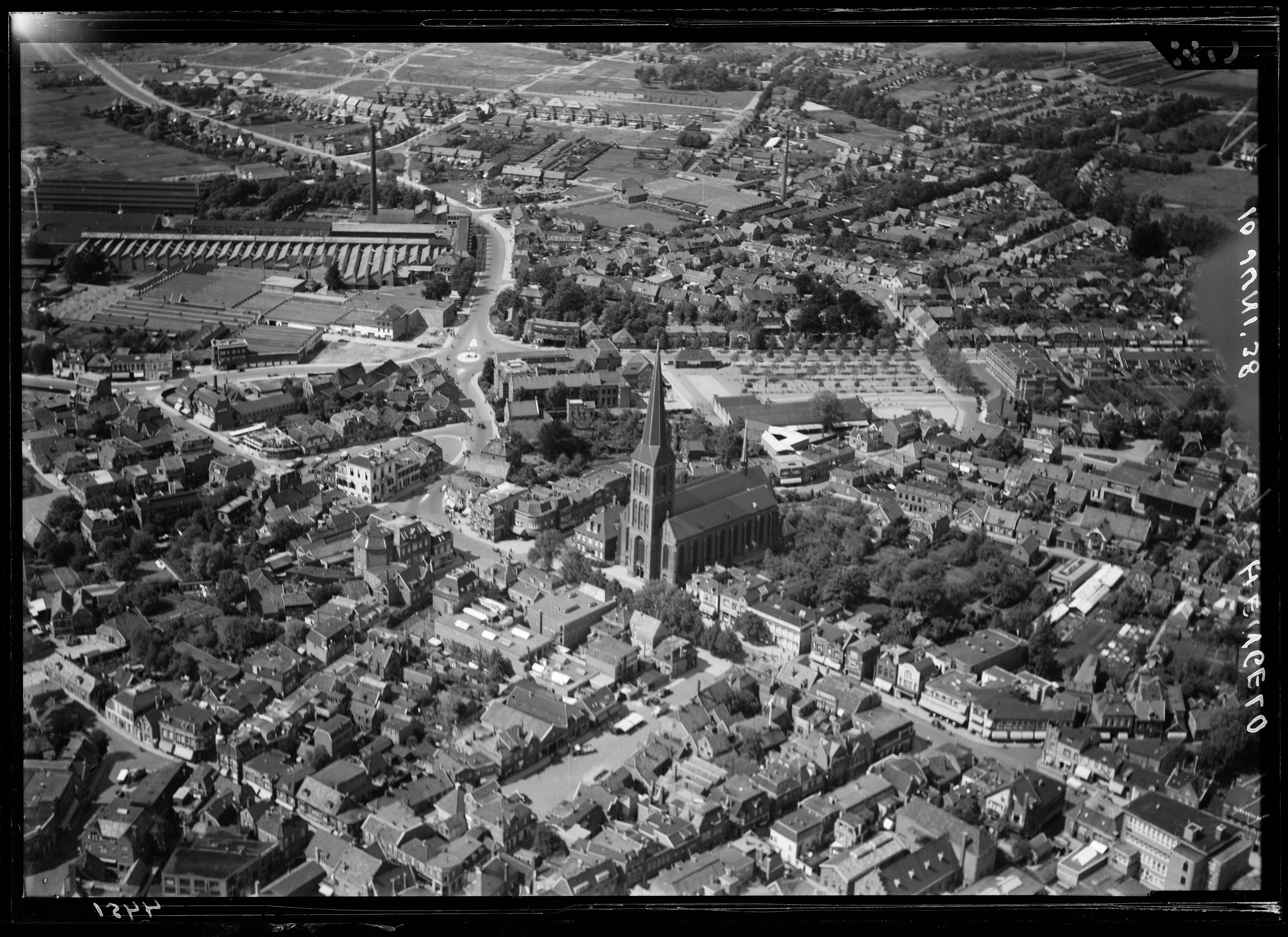
Luchtfoto van de binnenstad voor de bombardementen in de Tweede Wereldoorlog (1920-1940).

De wijk Binnenstad in Hengelo wordt aan de noordkant begrensd door de Deldenerstraat en de Oldenzaalsestraat, aan de oostkant door de Oude Molenweg en de Ziekenhuisstraat en aan de zuidkant door de spoorlijn en het station. De wijk wordt doorkruist door twee beken, de Drienerbeek en de Berflobeek.
De wijk beheerst meer dan enkel het kernwinkelgebied van de stad. Het kernwinkelgebied is gesitueerd in de buurt Binnenstad Centrum (00). Daarnaast zijn er nog de buurten Binnenstad West (01) en Binnenstad Oost (02). In de volksmond ook wel Dichtersbuurt en Afrikaanderbuurt genoemd, hoewel de grenzen niet geheel overeenkomen met de gemeentelijke grenzen van de buurten Binnenstad West en Oost. Deze laatste twee zijn voornamelijk woonbuurten.
Binnenstad telt 2.905 inwoners op 1 januari 2023 en is hiermee qua inwonertal de op een na kleinste wijk van Hengelo.